# Пора! (жовта)
Громадя́нська кампа́нія «Пора́!», Інформаці́йно-просві́тницька кампа́нія «Пора́!» («ПОРА!») або Жо́вта «Пора́!» («Жо́вта Пора́») — недержавна громадянська організація, активний учасник «Помаранчевої революції» у листопаді — грудні 2004 та подій, що їй передували.

## Історія

### Створення
Жовта Пора була створена як інформаційно-просвітницька Кампанія «Хвиля Свободи». 5 квітня 2004 року в УНІАН відбулась її презентаційна прес-конференція під назвою «Хвиля Свободи» (учасники — Олександр Солонтай та Владислав Каськів). В кінці квітня цього року в Мукачевому стали репрезентувити ту ж організацію під назвою «Пора!». Вперше згадується у ЗМІ під цією назвою — 11 квітня 2004 року.

### Діяльність

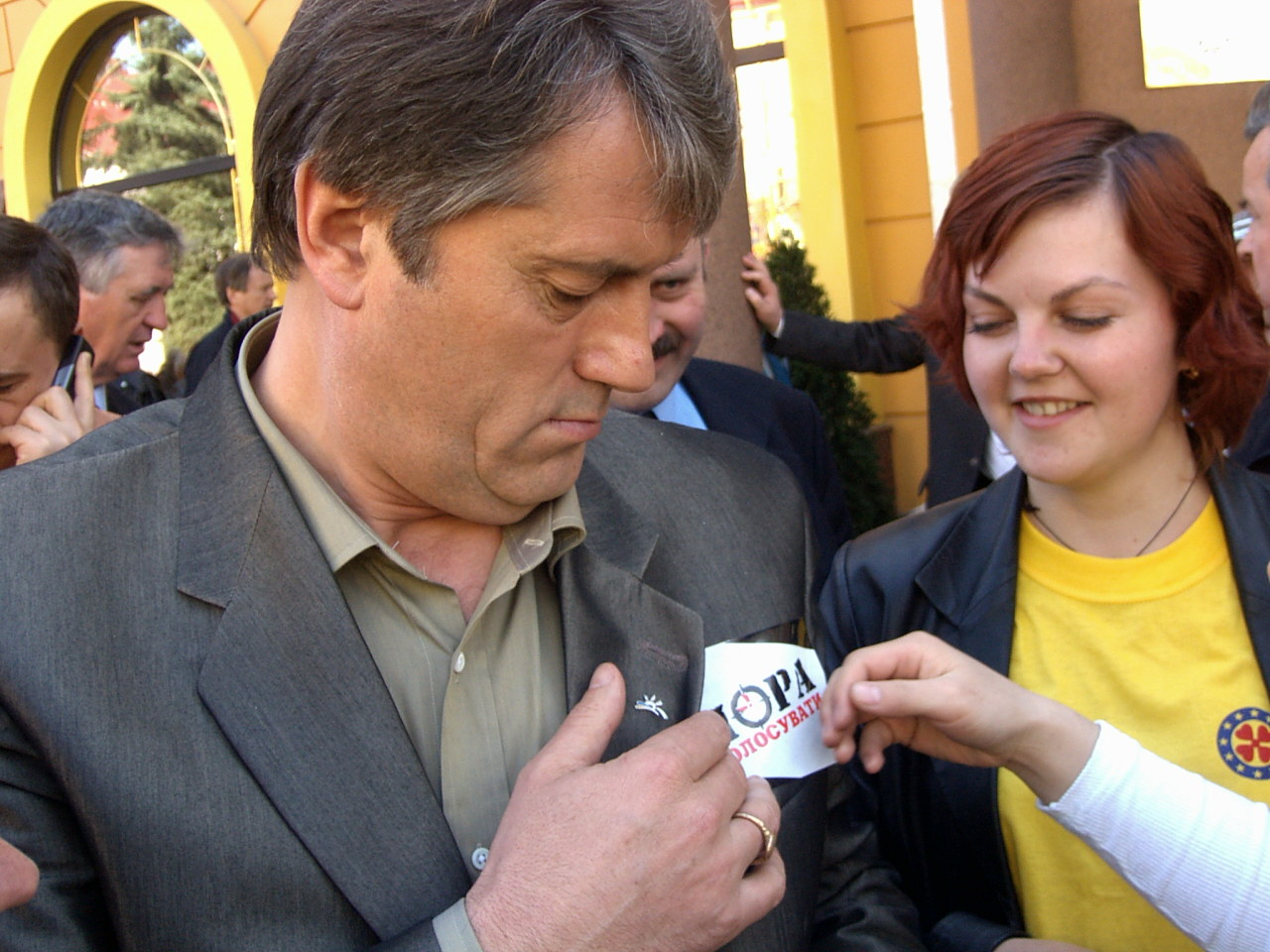
Активісти «Пори» вручають наліпку Вікторові Ющенку напередодні виборів у Мукачевому

Найактивнішими акціями жовтої ПОРИ була протидія фальсифікаціям на виборах у Мукачевому, а також участь у виборах в Полтавській обл. та Одесі. Єдиною Всеукраїнською масовою акцією було звернення до членів ТВК/ДВК спільно із Чорною Порою.

### Перетворення у політичну партію
Після Президентських виборів 2004 року лідери жовтої Пори Владислав Каськів, Андрій Юсов та Євген Золотарьов заявили про створення Політичної партії «Пора». Це викликало спротив багатьох активістів Чорної Пори. На їхню думку, партія «Пора» створюється не на основі Громадянської кампанії «Пора!», а супроти волі більшості її активістів: як «жовтих», так і, тим паче, «чорних». «Отже, новостворена партія не має ані морального, ані юридичного права користуватись політичним капіталом, здобутим широким громадським рухом, що діє під такою ж назвою ще з березня 2004 року.»

## Назва
У лютому 2004 року, на одному з останніх семінарів, який відбувся у Тернополі, активісти Чорної Пори продемонстрували фокус-групу щодо назви «Пора!». Через одного з її учасників інформація про це потрапила у середовище Владислава Каськова, що використав її та юридично привласнив, покинувши займатись брендом «Хвиля свободи».
Агітматеріали Чорної Пори були чорно-білого кольору та надруковані на звичайних принтерах та ксероксах, організація згодом отримала неофіційну назву «Чорна Пора». За аналогією свою назву отримала і «Жовта Пора», агітматеріали якої були роздруковані поліграфічним способом: були кольорові з переважанням жовтого кольору. Це стало способом відрізняти дві організації, що мали однакову назву.

## Структура

Серія наліпок Жовтої Пори «Вони брешуть»

«Пора!» мала вертикальну ієрархічну структуру. Активісти переважно займали конкретні посади та отримували зарплатню. Фінансування здійснювалось на основі ґрантів.
Структура за напрямами діяльності була поділена на відділи:
- креативно-інформаційний;
- піару (наповнення сайту, створення прес-релізів, комунікація з журналістами);
- стратегічного планування (відзначено його низьку ефективність);
- фінансів;
- юридичного забезпечення;
- роботи з регіонами;
- фандрейзингу;
- спецоперацій.

У креативно-інформаційному відділі та відділі піару працювали у переважній більшості студенти з НаУКМА, КНУ ім. Т. Г. Шевченка, Європейського університету.